# Gulf (provins)
Gulf (tok pisin: Galf Provins) är en provins i Papua Nya Guinea. Huvudort är Kerema. Den ligger på den sydöstra delen av Nya Guinea, längs Papuabukten. Provinsen hade 158 197 invånare vid folkräkningen år 2011.

## Administrativ indelning
Provinsen är indelad i två distrikt:
- Kerema
- Kikori